# TF6
TF6 fue un canal de televisión francesa. Estuvo disponible en la TDT de pago en Francia desde 2005 hasta su cierre en 2014. Fue creada en diciembre del 2000 por M6 y TF1 para fusionar su oferta familiar en la televisión por cable y Satélite y que tanto TF6 como Série Club ofrezcan una oferta más completa.
El 24 de abril de 2014 se anuncia el cese de emisiones para finales de año, la causa principal es la caída de audiencia desde 2009.